# Ogólnopolski Dzień Etnografii, Etnologii i Antropologii Kulturowej
Ogólnopolski Dzień Etnografii, Etnologii i Antropologii Kulturowej – święto obchodzone 9 lutego na pamiątkę powołania Towarzystwa Ludoznawczego w 1895 roku we Lwowie. Święto zostało ustanowione uchwałą Zarządu Głównego Polskiego Towarzystwa Ludoznawczego w dniu 26 października 2019 roku. 

## Okoliczności
1 października 2018 roku weszło rozporządzenie Ministerstwa Nauki i Szkolnictwa Wyższego dotyczące nowej klasyfikacji dyscyplin naukowych. Etnologia weszła w skład nauk o kulturze i religii, razem z kulturoznawstwem i religioznawstwem.
Przeciwko likwidacji etnologii jako samodzielnej dyscypliny naukowej protestowały m.in. Komitet Nauk Etnologicznych PAN i Polskie Towarzystwo Ludoznawcze, a także naukowcy związani z polskimi ośrodkami etnologicznymi. Głosu poparcia udzielali także przedstawiciele innych dyscyplin naukowych.

## Cel
- konsolidacja środowiska związanego z etnografią, etnologią i antropologią kulturową,
- podejmowanie zintegrowanych działań na rzecz kontynuacji i upowszechniania dorobku etnografii, etnologii i antropologii kulturowej,
- widoczność przedsięwzięć etnograficznych, etnologicznych i antropologicznych w przestrzeni akademickiej i w sferze publicznej[1].

## Działania
- informowanie w mediach o tym czym jest etnografia, etnologia i antropologia kulturowa[7]
- organizacja spotkań naukowych i kulturalnych (wykładów, prelekcji, pokazów filmowych)

## Podobne święta
- Anthropology Day[8] obchodzony w każdy trzeci czwartek lutego, ustanowiony przez The American Anthropological Association.